# 唐樾森
唐樾森（?—?），廣西省南寧府宣化縣人，清朝政治人物、同進士出身。
光緒二十四年（1898年），参加光緒戊戌科殿試，登進士三甲64名。同年五月，以主事分部学习。